# Nam Pat (huyện)
Nam Pat (tiếng Thái: น้ำปาด) là một huyện (amphoe) thuộc tỉnh Uttaradit, miền nam Thái Lan.

## Địa lý
Các huyện giáp ranh (từ phía nam theo chiều kim đồng hồ): Chat Trakan thuộc tỉnh Phitsanulok, Thong Saen Khan, Tha Pla và Fak Tha thuộc tỉnh Uttaradit. Về phía đông là Xaignabouli của Lào
Sông chính chảy qua huyện là sông Pat.

## Lịch sử
Ban đầu tên là Saen To theo tên tambon chính, tên đã được đổi tên thành Nam Pat năm 1932.

## Hành chính
Huyện này được chia thành 6 phó huyện (tambon), các đơn vị này lại được chia ra thành 45 làng (muban). Nam Pat là một thị trấn (thesaban tambon), nằm trên một phần của tambon cùng tên. Có 6 Tổ chức hành chính tambon.
| STT. | Tên       | Tên Thái | Số làng | Dân số |  |
| ---- | --------- | -------- | ------- | ------ |  |
| 1.   | Saen To   | แสนตอ    | 8       | 8.656  |  |
| 2.   | Ban Fai   | บ้านฝาย   | 8       | 7.458  |  |
| 3.   | Den Lek   | เด่นเหล็ก  | 6       | 4.376  |  |
| 4.   | Nam Khrai | น้ำไคร้    | 7       | 6.065  |  |
| 5.   | Nam Phai  | น้ำไผ่     | 8       | 3.878  |  |
| 6.   | Huai Mun  | ห้วยมุ่น    | 8       | 2.604  |  |